# Mesembryanthemum occidentale
Mesembryanthemum occidentale är en isörtsväxtart som beskrevs av Klak. Mesembryanthemum occidentale ingår i Isörtssläktet som ingår i familjen isörtsväxter. Inga underarter finns listade i Catalogue of Life.